# Patrick Moutal
Patrick Moutal, né le 4 mai 1951 à Lyon, est un musicien français spécialiste de la musique du nord de l'Inde. Il enseigne la musique indienne au conservatoire national supérieur de musique et de danse de Paris depuis 1984 (départements de jazz et musiques improvisées et de pédagogie).

## Biographie
Né à Lyon en 1951, il part en Inde à l'âge de 18 ans pour étudier la musique hindoustanie. Amoureux de la culture qu'il découvre, il apprend l'hindi et s'installe à Bénarès, où il restera 14 ans.
Il est admis en 1970 en classe de sitar à la Faculty of Performing Arts de l'Université Hindoue de Bénarès (B.H.U.). Entré en apprentissage auprès du Dr K.C. Gangrade et de Pt Lalmani Misra, il obtient successivement les récompenses suivantes :
- Diplôme de sitar en 1973
- Licence avec Médaille d'Or en 1976 (Bachelor's Degree)
- Maîtrise avec Prix Omkarnath Thakur en 1978 (Master's Degree)
- Maîtrise de français en 1979
- Doctorat en Performance & Compositions en 1983 (Doctorate)

Il est le premier non-Indien à se voir décerner cette distinction, la plus haute dans l'organisation académique de l'Inde. L'année de son doctorat, il rédige deux ouvrages en langue anglaise consacrés au râga, qui seront publiés en 1991 (voir Bibliographie).
De 1977 à 1983, il donne des récitals à la radio indienne (All India Radio).
A l'appel de Maurice Fleuret, il rentre en France en 1983 et est nommé l'année suivante chargé de cours, puis professeur au Conservatoire national supérieur de musique et de danse de Paris. Depuis lors, il n'a cessé de promouvoir la culture musicale indienne par ses activités de sitariste, d'enseignant, de musicologue, de conférencier, mais aussi de producteur de disques et d'émissions radiophoniques.
Dans ses écrits comme dans son activité de pédagogue, il s'est employé à débarrasser la musique indienne de l'exotisme qui lui est souvent associé, pour mieux faire découvrir toute son intelligence et sa beauté. Il défend l'idée qu'improviser est avant tout une attitude, une façon d'être, et non une posture artificielle.
Passeur de musique, il met à disposition des internautes depuis les années 2000 un fonds inestimable d'archives d'artistes indiens sur le site Hindustani Raga Sangeet Online (cylindres, rares 78t à partir de 1902, audio, vidéos, photos,...).

## Distinctions
À son retour de l'Inde en 1983, Patrick Moutal est fait Chevalier dans l'Ordre des Arts et des Lettres.

## Filmographie
Georges Luneau, Fenêtre sur..., 1979 (documentaire)